# Pseudozaphanera
Pseudozaphanera es un género de insectos hemípteros de la familia Aleyrodidae, subfamilia Aleyrodinae. El género fue descrito primero por Manzari en 2006.

## Especies
La siguiente es la lista de especies pertenecientes a este género.
- Pseudozaphanera niger (Maskell, 1896)
- Pseudozaphanera papyrocarpae (Martin in Bailey, Martin, Noyes & Austin, 2001)
- Pseudozaphanera rhachisreticulata (Martin, 1999)
- Pseudozaphanera splendida (Martin, 1999)
- Pseudozaphanera wariensis (Martin, 1999)